# Eddie Griffin (Basketballspieler)
Eddie Jamaal Griffin (* 30. Mai 1982 in Philadelphia; † 17. August 2007 in Houston) war ein US-amerikanischer Basketballspieler. Er war 2,08 m groß und wog 109 kg. Er spielte auf der Position des Power Forward.

## Karriere
Eddie Griffins Basketballkarriere begann an der Seton Hall University. Er war der beste Spieler seiner Universität und galt als einer der Favoriten für den „Nummer Eins Pick“ bei der NBA Draft 2001. Am Draftabend wählten ihn die New Jersey Nets an Siebter Stelle. Er wurde sofort zu den Houston Rockets weiter gehandelt. Dort spielte Griffin bis 2003, wurde in das NBA All-Rookie Second Team des Jahres 2002 gewählt, und konnte für die Rockets im Schnitt 8,1 PpS (Punkte pro Spiel), 6,0 RpS (Rebounds pro Spiel) und 1,4 BpS (Blocks pro Spiel) erzielen. Sein Talent war unbestritten, jedoch musste er sich wegen seiner Alkoholsucht nach Vertragsende einen neuen Verein suchen, da die Rockets nicht gewillt waren, seinen Vertrag zu verlängern. Er wechselte zur Saison 2003/04 zu den Minnesota Timberwolves, wo er bis 2007 spielte. Griffin konnte bei den Timberwolves jedoch nie überzeugen. Grund waren vor allem seine Probleme außerhalb des Feldes. Bei einer NBA-Kontrolle wurde bei ihm Haschischkonsum nachgewiesen. Die Timberwolves entließen Griffin Anfang 2007. Er fand nach der Entlassung keinen Verein mehr.

## Tod
Griffin arbeitete im Sommer an seiner Karriere und war bereit für einen Wechsel nach Europa. Am 17. August 2007 war er in seinem Wohnort Houston unterwegs. Zu später Stunde kam er an einem Bahnübergang an, bei dem schon das Signal ertönte, welches ihm mitteilte, dass gleich ein Zug passieren würde. Auf ungeklärte Weise ignorierte Griffin dieses Signal und fuhr über den Bahnübergang. Dabei wurde er von einem Güterzug erfasst. Griffin war sofort tot, da sein Fahrzeug nach Aussagen eines Gutachters schon nach einigen Metern in Brand geriet. Erst vier Tage nach seinem Tod konnte Griffins Leiche anhand eines Zahnabdrucks identifiziert werden. In seinem Bericht gab der Pathologe zu Protokoll: „Griffin war bis zur Unkenntlichkeit verbrannt.“ In der Presse kam schnell die Frage nach einem Selbstmord auf. Sein ehemaliger Trainer äußerte dazu jedoch: „Eddie war gerade dabei, sich auf sein Comeback vorzubereiten. Ich glaube nicht, dass er Suizid begangen hat.“
Griffin hinterlässt eine Frau und eine fünf Jahre alte Tochter.